# Ruská Bystrá
Ruská Bystrá (węg. Oroszsebes, wcześniej Oroszbisztra, Alsóbisztra) – wieś (obec) na Słowacji, w powiecie Sobrance, w kraju koszyckim. Po raz pierwszy wzmiankowana w 1405 roku jako Biztra.
W miejscowości znajduje się drewniana cerkiew greckokatolicka pw. Przeniesienia Relikwii św. Mikołaja z 1730 r., zapisana wraz z innymi drewnianymi świątyniami w słowackich Karpatach na listę światowego dziedzictwa UNESCO w 2008.